# Apocalypse X
Apocalypse X ist ein US-amerikanischer Pornospielfilm mit Anleihen an die Mad-Max-Filme mit Stevie Shae in der Hauptrolle.

## Handlung
Der Film spielt in der Zukunft, wo die natürlichen Ressourcen der Erde ausgetrocknet sind  und die Welt verlassen ist. Eine Frau namens Razor sucht Rache an einer Bande genannt "Reapers". Für die Gemeinschaft wird Razor als "The Ghost" bekannt. Sie stiehlt Benzin und Nahrung und vergreift sich an Menschen, um ihren sexuellen Appetit zu stillen. Sie hat eine letzte Rechnung mit Bandenführer "Scar" offen. In dem Bemühen, den Mord an ihrem geliebten Mann zu rächen, nutzt Razor jeden weiblichen Vorteil auf ihrem Weg nach Vergeltung.
- Szene 1: Anikka Albrite, Mick Blue
- Szene 2: Stevie Shae, Veronica Rodriguez
- Szene 3: Stevie Shae, Ryan Driller
- Szene 4: Lola Foxx, Mischa Brooks, Derrick Pierce
- Szene 5: Stevie Shae, Tommy Gunn
- Szene 6: Abby Cross, Richie
- Szene 7: Eva Karera, Steven St Croix

## Auszeichnungen
- 2015 AVN Awards – Winner: Best Cinematography (Jakodema)
- 2015 AVN Awards – Winner: Best Art Direction
- 2015 AVN Awards – Winner: Best Editing, (Jakodema)
- 2015 XBiz Awards – Winner: Best Special Effects